# إيسينس
إيسينس (بالإنجليزية: Eysins)‏ هي بلدية في منطقة نيون في كانتون فود في سويسرا.

## التاريخ
تم ذكر إيسينس لأول مرة حوالي 1001-02 باسم أوسينكو Osinco.